# Musa I
Musa ibn Fortun (745 – Saragozza, 788 circa) è stato uno dei più importanti rappresentanti della famiglia dei Banu Qasi.

## Origine
Figlio di Fortún, a sua volta figlio di Cassio, è considerato il capostipite della dinastia dei Banu Qasi.

## Biografia
Musa si sposò due volte, con donne di cui non si conoscono né i nomi né le ascendenze. La seconda moglie, rimasta vedova nel 788, si risposò con Íñigo Jimenez Arista, a cui diede un figlio, Eneco Arista († 852), futuro primo re di Pamplona.

I domini di Musa I si estendevano dalla valle dell'Ebro fino alla marca di Spagna

Musa esercitò il suo potere sulla parte superiore della valle dell'Ebro, estendendo i domini della famiglia (Tarazona, Nájera e Ejea) anche a Tudela, Borja e Arnedo, arrivando in vista di Saragozza.
Dopo la morte del primo emiro di al-Andalus ʿAbd al-Rahmān I (788) si schierò con il di lui secondogenito, Hishām I ibn ʿAbd al-Raḥmān, emiro di Cordova (788-796), contro il fratello primogenito Sulaymān, a patto che Said ibn al-Husayn (che fu costretto a combattere e a uccidere) si ritirasse dalla zona di Tortosa lasciandogli campo libero nella valle dell'Ebro.
Arrivato nelle vicinanze di Saragozza, poco dopo, Musa venne assassinato a quanto pare da un congiunto di Said ibn al-Husayn.
Alla sua morte il figlio secondogenito Mutarrif ibn Musa fu nominato wali di Pamplona nel 788, ma fu assassinato nel 799. A lui successe il figlio primogenito di Musa, Fortun ibn Musa, ma anche lui fu assassinato nell'802. Infine arrivò al potere il figlio di secondo letto, Musa ibn Musa, il più famoso della famiglia, che conquistò Huesca e divenne governatore di Saragozza.

## Discendenza
Musa ebbe cinque figli di primo letto:
- Fortun ibn Musa
- Mutarrif ibn Musa
- Yunus ibn Musa
- Yuwartas ibn Musa
- Garsiya ibn Musa

Musa ebbe anche un figlio di secondo letto:
- Musa ibn Musa